# James Tarjan

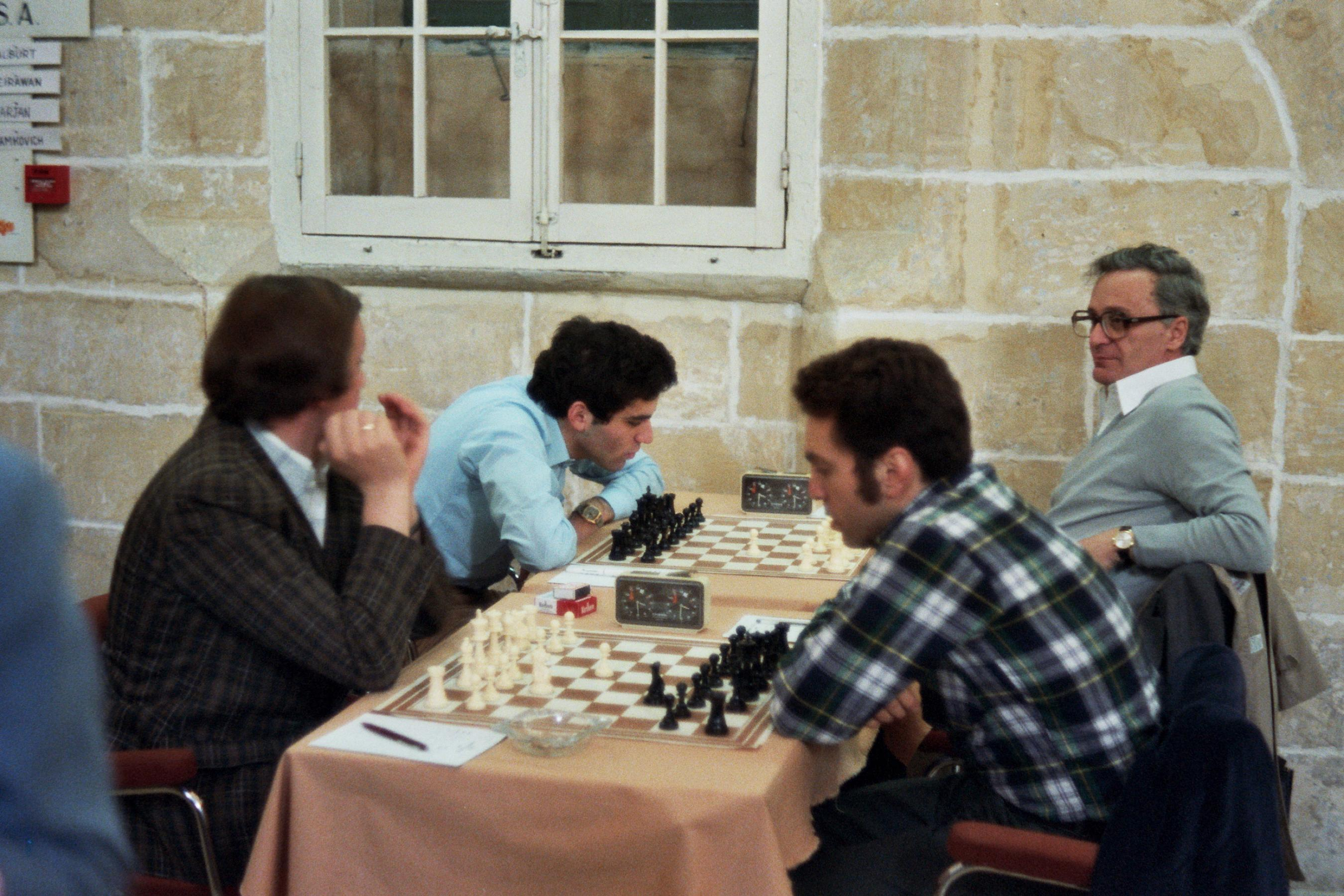
Yuri Balashov - James Tarjan, Garry Kasparov - Leonid Schamkowitsch), Olimpiada de Ajedrez 1980

James Edward Tarjan (nacido el 22 de febrero de 1952 en Pomona (California)) es un Gran Maestro Internacional de ajedrez estadounidense.
Tarjan sólo tenía 17 años cuando fue seleccionado para el equipo estadounidense para la Olimpiada Estudiantil de 1969 en Dresde. Fue miembro del equipo ganador de Haifa (1970) y fue seleccionado otra vez en Graz en 1972. Se graduó en la Universidad del Sur de California.
Terminó en la segunda plaza en un torneo juvenil por invitación en Norwich (1972), con 12/15, solo por detrás del magiar Gyula Sax. Obtuvo el título de Maestro Internacional en 1974 y el de Gran Maestro Internacional en 1976.
Jugó en el equipo estadounidense en cinco Olimpíadas de ajedrez consecutivas. Empezó en Niza (1974), después en Haifa (1976), Buenos Aires (1978), La Valeta (1980) y Lucerna (1982).
Sus mejores resultados en torneos internacionales son las primeras posiciones en Subotica (1975), Vancouver (1976) y en Vršac (1983), compartida con Predrag Nikolić y Georgy Agzamov. Otros buenos resultados son un tercero en Chicago (1973) con 7/11, empate por la quinta plaza en Venecia (1974) con 7.5/13 y un excelente empate por la segunda en Bogotá (1979) con 10.5/14, solo por detrás de Alexander Beliavsky.
Tarjan jugó en varios Campeonato de ajedrez de Estados Unidos durante los años 1970 y 1980. Fue cuarto en El Paso (Texas) (1973) con 7.5/12. En Oberlin (1975), terminó empatado por la sexta plaza con una puntuación de 6.5/13. En Pasadena (California) (1978), que fue la clasificación zonal, empató por la segunda plaza con 10.5/14 y llegó al Torneo interzonal de Riga de 1979, parte del Campeonato del mundo de ajedrez. Su puntuación fue de 8.5/17 y no siguió a la siguiente ronda, el torneo fue ganado por el excampeón del mundo Mikhail Tal. La última competición de Tarjan fue el Campeonato de EE. UU. de 1984 en Berkeley (California), terminó su carrera con un buen tercer puesto, con una puntuación de 10.5/17.
De acuerdo con la web Chessmetrics.com, que categoriza históricamente los campeonatos y jugadores de ajedrez teniendo en cuenta diferentes métodos de cálculo, Tarjan alcanzó la 37ª posición del mundo en su momento cumbre y su puntuación internacional más elevada fue de 2535.